# Calyptotheca rugosa
Calyptotheca rugosa är en mossdjursart som beskrevs av Hayward 1974. Calyptotheca rugosa ingår i släktet Calyptotheca och familjen Parmulariidae. Inga underarter finns listade i Catalogue of Life.